# Кондиционер (завод)
Харьковский завод «Кондиционер» (ХЗК) — бывшее промышленное предприятие в Харькове. Одно из крупнейших в СССР по производству оборудования для кондиционирования воздуха и вентиляции. По состоянию на 1982 г. около 30 % всех производимых кондиционеров в СССР приходились на ХЗК.
Завод изготовил кондиционеры для Большого театра СССР, Верховной рады УССР, Большого Кремлевского Дворца, Московского, Киевского и Харьковского метрополитенов, Останкинского телецентра, Всесоюзного радиоцентра, металлургического комбината в Бхилаи (Индия). Кондиционеры с харьковской маркой поставлялись Ленинскому мемориальному комплексу в городе Ульяновске, Волжскому автозаводу, Даугавпилсскому заводу химического волокна и Курскому химическому комбинату, Криворожскому металлургическому заводу и другим промышленным предприятиям СССР.
К концу 1960-х продукция завода экспортировалась в 39 стран мира, в частности Болгарию, Вьетнам, Румынию, Кубу, Индию, ГДР, Венгрию, Китай, Монголию, Афганистан, Марокко. Предприятие — участник ВДНХ СССР. Только за период с 1971 по 1975 гг. около 40 работников стали лауреатами выставки, награждены 26 медалями ВДНХ за достижения в создании новой техники, механизации производства.
При заводе работала столовая на 140 мест, диетическая столовая на 80 мест, спортивный комплекс «Кондиционер», летнее кафе, солярий, медпункт и теплица.
Большая часть цехов завода была уничтожена в 2005—2006 гг. Главное здание переделано под офисный центр, который продолжает функционировать на момент 2022 года.

## Прежние названия
- Харьковский государственный союзный сантехнический завод (1932—1945 гг.)
- Харьковский котельно-бойлерный завод (1945—1947 гг.)
- Харьковский котельно-радиаторный завод (1947—1954 гг.)
- Харьковский завод отопительно-вентиляционного оборудования (1954—1960 гг.)
- Харьковский завод кондиционеров (1960—1966 гг.)
- Харьковский завод «Кондиционер» (1966—2005 гг.)

## История

### 1931—1991
Предыстория создания ведущего завода по строительству центральных кондиционеров при Советском Союзе началась еще в 1931 г., когда был основан Харьковский «Сантехнический завод по производству котлов и пластинчатых калориферов». Он специализировался в основном на ремонте строительных машин.
В 1932 г. был переименован в «Государственный Советский Сантехзавод». В то время это еще небольшое и маломощное предприятие, преимущественно с ручным трудом. Производственная площадь составляла всего 3200 кв. На заводе работали 166 рабочих и 25 специалистов инженерно-технического профиля. Установленная мощность всего электрооборудования составляла 397 кВт.
Во время Великой Отечественной войны предприятие было эвакуировано в город Асбест Свердловской области. За выпуск продукции для нужд фронта заводу неоднократно присуждалось Красное Знамя Государственного Комитета Обороны СССР. ХЗК вернулся в Харьков в апреле 1945 г.
С 1931 по 1976 гг. на заводе сначала был мастером, начальником смены, начальником цеха, а затем и директором (с 1943 года), герой Социалистического Труда — Кучеров Павел Михайлович.
Благодаря заводу, СССР к середине 1950-х удалось избавиться от импорта кондиционерного оборудования.
Конец 1957 г. ознаменовался строительством цеха рабочей площадью 5074 м², с мощностью выпуска 400 ед. промышленных и 1000 ед. комнатных кондиционеров в год. К 1959 г. этот цех был частично введён в эксплуатацию.
В 1958 г. был начат выпуск кондиционеров воздуха производительностью 10, 20 и 40 тысяч кубометров в час.
В 1960 г. начался выпуск центральных кондиционеров большой производительности, освоены новые конструкции промышленных вентиляционных агрегатов. С 1960 по 1963 гг. была проведена полная реконструкция завода и переход на производство кондиционеров большой продуктивности, был построен лабораторно-экспериментальный цех площадью 2800 м². К 1966 г. была закончена работа по механизации и автоматизации цехов и отделов завода. Благодаря этому, по сравнению с 1958 г. производство кондиционеров выросло в 10 раз.
В 1967 г. смогли наладить производство центральных кондиционеров производительностью до 250 тысяч кубометров в час.
К 1970 г. началось строительство нового инженерного корпуса площадью 400 м². На тот момент на заводе уже работало свыше 3500 чел.
При заводе также был спортивный комплекс «Кондиционер» построенный в 1975 г. Также в этом году произошла значительная модернизация предприятия.
Только за 1980 г. в СССР произведено 18468 ед. кондиционеров, что на 59,7 % больше, чем в 1976 г., и на 33,6 %, чем в 1979 г. Из них на Харьковском заводе «Кондиционер» произвели 6160 ед. центральных кондиционеров, то есть на ХЗК пришлось 33,35 % общего объема производства кондиционеров Советского Союза.
Всего в 1982 г. в Советском Союзе изготавливался 41 типоразмер кондиционеров, 10 из них производил ХЗК. 5 из них аттестованы на знак качества.
В ноябре 1985 г. Государственная аттестационная комиссия подтвердила высокий класс изделий завода «Кондиционер», присвоив государственный Знак качества всем моделям кондиционеров.
Кроме производства центральных кондиционеров, завод изготавливал воздухонагреватели (калориферы), вентиляторы общего назначения и фильтры.

### После 1991
В результате распада СССР и рыночных реформ, Харьковский завод Кондиционер столкнулся с уменьшением объемов производства, что привело к свертыванию масштабов научных разработок ВНИИ «Кондиционер» и невостребованности новых исследований при независимой Украине. К 2004 году предприятие было приватизировано и обанкрочено, часть имущества перешла в собственность ООО "Промышленная компания «Укркондиционер», которым владеет мать Харьковского городского головы Игоря Терехова, Виктория Терехова. Большая часть завода была уничтожена, а главные здания оставшиеся от ВНИИ «Кондиционер» продолжают сдаваться в аренду и в 2022 году. Некоторые журналисты считают, что предприятие было намеренно обанкрочено нынешним мэром Харькова, который в 90-х стал генеральным директоров завода. По мнению журналистов, сдача помещений ХЗК под аренду позволяет семье мэра иметь стабильный доход на протяжении 20-ти лет.

## Всесоюзный научно-исследовательский институт Кондвентмаш
В 1967 г. при заводе был создан Всесоюзный научно исследовательский и проектно-конструкторский институт по оборудованию для кондиционирования воздуха и вентиляции — ВНИИКондвентмаш под руководством директора завода Павла Михайловича Кучерова. В задачу института входили исследовательские работы по созданию новых кондиционеров, определение и решение актуальных научно-технических и проектно-конструкторских проблем для всех видов кондиционеров, калориферов, воздухоохладителей, воздушных фильтров, вентагрегатов, проведение научно-исследовательских, проектно-конструкторских и экспериментальных работ создание. Создание ВНИИ резко подняло уровень творческой деятельности на предприятии. С 1978 г. был переименован в ВНИИ «Кондиционер».
Для института было построено помещение общей площадью 600 м кв., где расположились конструкторский и исследовательские отделы. В лабораторном корпусе завода института было выделено помещение для испытательных стендов, а также передано оборудование для проведения экспериментальных и научно-исследовательских работ. В состав первого коллектива института входили 27 специалистов завода по вопросам кондиционирование воздуха. В состав научного института входили 11 отделов, в том числе отдел оборудования для кондиционирования воздуха и вентиляции, вентиляторных агрегатов, теплообменных аппаратов и физико-технический отдел с лабораториями; технический, технико-экономический и т.д.

## Награды
Был награждён Красным Знаменем Государственного Комитета Обороны СССР, званием «Предприятие коммунистического труда» в 1961 году, орденом «Ленина» в 1965 г. и орденом «Октябрьской Революции» в 1971 г.